# Synkronlyd
Synkronlyd er en form for lyd i film. Synkron lyd er lyde, som passer direkte til begivenhederne i filmen. Typisk kan man se lydens kilde på skærmen, eller lige udenfor. Det meste synkronlyd er optaget på settet, men der er dog undtagelser. Effektlyde er lyde, som typisk lægges til for at give større realisme, men det kan også være åndedræt osv. Det kan også ske at optagelser af reallyden er i for dårlig kvalitet eller for utydeligt. Hvis dette er tilfældigt dubber man ofte replikker, det kan dog nemt se urealistisk ud.